# Cyrtodactylus serratus
Cyrtodactylus serratus là một loài thằn lằn trong họ Gekkonidae. Loài này được Kraus mô tả khoa học đầu tiên năm 2007.